# Iron Maiden
Iron Maiden este o trupă engleză de heavy metal formată în Leyton, East London, în 1975 de către basistul și compozitorul principal Steve Harris. În cea mai mare parte a existenței sale, trupa a fost formată din Harris, solistul Bruce Dickinson, bateristul Nicko McBrain și chitariștii Dave Murray, Adrian Smith și Janick Gers. Ca pionieri ai noului val al mișcării heavy metal britanice, Iron Maiden a lansat o serie de albume de platină și aur din Marea Britanie și SUA, inclusiv albumul de debut din 1980, Killers din 1981 și The Number of the Beast din 1982 - primul său album cu Dickinson, care în 1981 l-a înlocuit pe Paul Di'Anno ca solist. Adăugarea lui Dickinson a fost un punct de cotitură în cariera lor, stabilindu-i drept una dintre cele mai importante trupe de heavy metal. The Number of the Beast se numără printre cele mai populare albume heavy metal din toate timpurile, vânzându-se în aproape 20 de milioane de exemplare în întreaga lume.
Revenirea vocalistului principal Bruce Dickinson și a chitaristului Adrian Smith în 1999 a adus o renaștere a popularității cu o serie de noi albume și turnee de mare succes. Cele mai recente trei albume ale lor — The Final Frontier (2010), The Book of Souls (2015) și Senjutsu (2021) — au ajuns toate pe locul 1 în peste 25 de țări. Iron Maiden au vândut peste 130 de milioane de copii ale albumelor lor în întreaga lume. Trupa este considerată a fi una dintre cele mai influente și venerate trupe de heavy metal din toate timpurile. Au primit mai multe premii din industrie, inclusiv premiile Grammy și Brit.
Trupa a lansat 41 de albume, inclusiv 17 albume de studio, 13 albume live, patru EP-uri și șapte compilații. De asemenea, au lansat 47 de single-uri și 20 de albume video și două jocuri video.

## Istorie
Iron Maiden există oficial din ziua Crăciunului 1975, când bassistul Steve Harris și cei patru colegi ai săi în acea vreme – Paul Day (voce), Terry Rance (chitară), Dave Sullivan (chitară) și Ron Matthews (baterie) – aleg titulatura ce avea să devină celebră mai târziu, inspirați fiind de numele unui instrument de tortură medieval (folosit in special de Inchiziția spaniolă), dar și de succesul pe care îl înregistra pe atunci filmul Omul cu masca de fier.
Anii de inceput au insemnat dese schimbări de componență, stând însă sub semnul voinței lui Steve Harris de a impune grupul cu orice preț, excluzând totuși orice compromis în privința muzicii. În urma concertelor susținute, Iron Maiden iși atrage notorietatea pe plan local, însă casele de discuri, deși perfect conștiente de valoarea grupului, preferă să nu riște, cerându-le celor cinci muzicieni să treaca la punk în schimbul unui contract discografic. Faptul este de neconceput pentru Steve Harris, care crede cu tărie în viitorul genului heavy metal, astfel că trupa ramane în circuitul underground.
Prima inregistrare este realizată la granița dintre 1978 și 1979, pentru ca prima apariție discografică, EP-ul "The Soundhouse Tapes" ce conține piesele "Iron Maiden", "Invasion" și "Prowler", să fie editată (în numai 5.000 de exemplare) în toamna anului 1979. Înregistrare pe care îi gasim, alaturi de Steve Harris, pe chitariștii Dave Murray și Tony Parsons, vocalul Paul Di Anno (unul din punctele forte ale concertelor grupului) și pe bateristul Doug Sampson. Între timp, beneficiind și de ajutorul managerului Rod Smallwood, devenit persoană cheie în domeniul administrativ legat de Iron Maiden, dar bazându-se în primul rand pe muzica sa originală și lipsită de compromisuri, grupul intră în vizorul importantei case de discuri EMI, cu care va semna un contract în decembrie 1979.
Pentru înregistrarea primului LP sunt recrutați bateristul Clive Burr și chitaristul Dennis Stratton, în timp ce coperta cade în sarcina graficianului Derek Riggs. Astfel că, o data cu prima realizare discografică importantă semnata Iron Maiden, albumul autointitulat apărut în 1980, se naște Eddie The Head, cel care va deveni mascota oficială a grupului, nelipsită de pe coperțile următoarelor albume, de pe scenele pe care a concertat Iron Maiden, figurând de asemenea pe toate materialele lor promoționale.
Cota grupului crește pe zi ce trece, Iron Maiden efectuând un turneu britanic încununat de succesul înregistrat la Festivalul Reading, pentru ca în toamnă să cânte în deschiderea turneului european al americanilor mascați de la Kiss. Anul 1981 aduce o schimbare importantă în grup, prin venirea lui Adrian Smith, acesta și Dave Murray formând de aici înainte un duo chitaristic de calibru. În același timp, producatorul Martin Birch, cunoscut mai ales datorită colaborarii sale cu Deep Purple, devine al șaselea component al echipei Iron Maiden, iar succesul albumului "Killers" permite grupului să efectueze un turneu european în postura de headliner, continuat cu un turneu sold-out în Japonia și cu deschiderea turneului american al celor de la Judas Priest.
Popularitatea grupului este deja ridicată, însă Iron Maiden va erupe pur și simplu în 1982, odata cu sosirea noului frontman, Bruce Dickinson, și cu înregistrarea albumului "The Number Of The Beast", piatră de hotar în istoria rockului mondial, album ce intră direct pe primul loc în topurile britanice. "Run To The Hills", "The Number Of The Beast", "The Prisoner" raman piese de rezistență pentru genul heavy metal.
De acum înainte, nimic nu mai stă în calea mașinii heavy metal de calitate numită Iron Maiden, formula de aur fiind completată în 1983 prin cooptarea bateristului Nicko McBrain. Urmeaza albumele "Piece Of Mind" (1983), cu al său "The Trooper", apoi "Powerslave" (1984), cu cele două imnuri, "Aces High" și "2 Minutes To Midnight", turnee, participarea la numeroase festivaluri, dintre care se remarcă "Monsters Of Rock" sau mega-festivalul desfașurat în ianuarie 1985 la Rio de Janeiro, Iron Maiden figurând pe afiș alaturi de Queen, Whitesnake, Scorpions, AC/DC, Yes, Ozzy Osbourne și Rod Stewart. Aceasta a fost practic perioada de aur a grupului, marcată și de apariția dublului album "Live After Death", editat în octombrie 1985 ca un premiu pentru fanii săi.
Anul 1986 aduce o nouă schimbare de concepție în optica muzicală Iron Maiden, albumul "Somewhere In Time" nemaifiind o creație aparținând aproape exclusiv lui Steve Harris, de data aceasta aducandu-și o importantă contribuție la compunerea pieselor și Adrian Smith, iar rezultatul poate fi lesne constatat în tenta progresivă imprimată întregului album. Experimentul continuă în același sens și pe "Seventh Son Of A Seventh Son" (1988), de această dată fiind folosite chiar și sintetizatoare, lucru ce părea de neconceput cu numai câțiva ani înainte.
Fanii sunt descumpăniți, iar anii următori nu par să fie benefici pentru Iron Maiden. Plecarea lui Adrian Smith, care începuse să aibă idei muzicale complet diferite de acel trade mark care îi impusese pe Iron Maiden nu a aranjat deloc lucrurile, iar tăcerea prelungită a celorlalți componenți ai grupului nu parea să fie deloc de bun augur. A fost de ajuns să se afle faptul că Bruce Dickinson lucrează la doua proiecte cvasipersonale, în speța fiind vorba de un roman intitulat "The Adventures Of Lord Iffy Boatrace" și, lucru mai grav, de un album solo purtând numele "Tattooed Millionaire", pentru ca zvonurile să inceapă să circule în presa de specialitate. Se vehicula ideea iminentei plecări a lui Dickinson de la Iron Maiden, jurnaliștii dând ca sigură înlocuirea sa cu Michael Kiske. Cum lucrurile luaseră deja o întorsătură neplacută, Steve Harris și-a mobilizat colegii, integrându-l în trupă pe chitaristul Janick Gers, vechi fan Maiden, dupa o singură repetiție. Mașina de heavy metal era gata de fapte mari, motivația aparuse din nou, toți cei cinci muzicieni erau hotărâți să arate întregii lumi că spiritul Iron Maiden s-a păstrat nealterat. Totul a mers ca pe roate, cei cinci regăsind bucuria de a face o muzică simplă, dar personală. "No Prayer For The Dying" este de fapt urmarea logică a albumului "The Number Of The Beast", mulți fani au rămas fideli acelei perioade, marturisea Dave Murray. In timpul inregistratilor am resimtit un entuziasm pe care nu-l mai regasisem de multi ani, acest nou album este ca o reintoarcere la originile istoriei Iron Maiden.
Părerile sunt însă împărțite, deși imediat dupa apariția albumului domnise un entuziasm general, iar Steve Harris & co. vor fi nevoiți să schimbe din mers tactica, rămânând să confirme abia in 1992 cu "Fear Of The Dark", deși nici acest album nu întrunește elogiile întregii critici. Într-un fel este explicabil, genul heavy metal s-a schimbat extrem de mult, devenind din ce în ce mai divers, iar o realizare precum "The Number Of The Beast" poate părea deșuetă în contextul actual.
Plecarea lui Bruce Dickinson avea sa pună din nou pe tapet zvonurile privind desființarea grupului, "confirmate" întrucâtva și de editarea în 1993 a celor două albume live, "A Real Live One" și "A Real Dead One", considerate pe atunci ca un fel de adio spus fanilor. Și totuși, Iron Maiden este o poveste prea frumoasă pentru un asemenea sfărșit, iar Steve Harris este, pentru a câta oară, partizanul unei reveniri în prim planul scenei metalice a Fecioarei de Fier. "Fără Bruce, oricum nu va semăna cu Iron Maiden", se lamentează acum fanii, lucru care rămâne de demonstrat, pentru că nu trebuie uitat faptul că înlocuitorul său, Blaze Bayley, nu este chiar un necunoscut, având chiar ceva din alura lui Bruce Dickinson, iar fostul său grup, Wolfsbane, fiind de multe ori comparat cu prima formulă Iron Maiden, în special în privința aparițiilor live. Începutul lunii octombrie, a scos pe piață noul produs discografic semnat Iron Maiden, albumul intitulat "The X Factor", un opus ce conține 14 piese, între care figurează, pentru prima oară în cariera grupului, doua cover versions (UFO și The Who). Din păcate, Blaze Bailey nu a convins și mulți deja s-au gândit cu nostalgie la perioada cu Bruce. Discul nu sună rău, are multe parți care au farmecul celor din perioada de aur, dar parcă nu e un întreg ca pe vremuri. Și al doilea disc Maiden cu Blaze – "Virtual XI" - nu a picat prea bine cu toate ca nici acesta nu e un produs chiar rău. De fapt, era clar ca locul lui Blaze nu era la Maiden și ceea ce trebuia să se întample s-a intâmplat. Bruce Dickinson s-a reîntors în grup dupa mulți ani de absență.
Revenirea s-a produs în 1999 și după scurt timp mult așteptatul disc Maiden în formula de aur a fost gata. Mai mult decât atât, Bruce nu a venit cu mâna goală și l-a readus cu el și pe Adrian Smith, chitaristul cu care Maiden a avut în anii 80 cea mai bună perioada a sa. Cu trei chitariști în formulă, Maiden a pus pe picioare un foarte bun disc heavy metal intitulat "Brave New World", disc realizat ca pe vremuri. Iar lungul turneu mondial ce a urmat lansării albumului s-a încheiat în ianuarie 2001 cu un concert la faimosul festival din Brazilia, Rock in Rio, unde trupa a cântat în fața a circa 250.000 de fani.
În 2003 trupa lansează albumul "Dance of Death" ce conține destul de multe elemente progresive ce au devenit deja parte din stilul Maiden. Albumul contine si prima piesa compusa de bateristul Nicko McBrain si anume "New Frontier". Un album live "Death on the Road" in august 2005, iar versiunea DVD este putin amanata si lansata in februarie 2006.
Al paisprezecelea album de studio Iron Maiden, intitulat "A Matter of Life and Death" este lansat pe 28 august 2006. În turneul de promovare albumul este cântat integral la fiecare concert, o premieră pentru Iron Maiden.
Pe 13 decembrie 2007, Iron Maiden au anunțat că turneul Somewhere Back In Time va include și un concert în România pe 4 august 2008. Acesta a fost al doilea concert al formației în Romania, primul fiind în 1995, cu Blaze Bailey la voce.
Pe 4 martie 2010 a fost anunțat numele următorului album, "The Final Frontier", ce va fi lansat la sfârșitul acestei veri. Cu aceasta ocazie Iron Maiden vor face un nou turneu mondial, care va include si un concert in inima Transilvaniei, la Cluj Napoca, in data de 15 august 2010.

## Discografie

### Albume de studio
- Iron Maiden (1980)
- Killers (1981)
- The Number of the Beast (1982)
- Piece of Mind (1983)
- Powerslave (1984)
- Somewhere in Time (1986)
- Seventh Son of a Seventh Son (1988)
- No Prayer for the Dying (1990)
- Fear of the Dark (1992)
- The X Factor (1995)
- Virtual XI (1998)
- Brave New World (2000)
- Dance of Death (2003)
- A Matter of Life and Death (2006)
- The Final Frontier (2010)
- The Book of Souls (2015)
- Senjutsu (2021)

### Albume Live
- Live!! +one (1980)
- Maiden Japan (1981)
- Live After Death (1985)
- A Real Live One (1993)
- A Real Dead One (1993)
- Live at Donington (1993)
- Rock in Rio (2002)
- Death on the Road (2005)
- Flight 666 (2009)
- En Vivo! (2012)
- Maiden England '88 (2013)
- The Book of Souls: Live Chapter (2017)
- Nights of the Dead, Legacy of the Beast: Live in Mexico City (2020)

## Membrii grupului
| Membri grupului      | Instrumente | Perioada                           | Albume |
| -------------------- | ----------- | ---------------------------------- | --- |
|                      | bas         | 1975 - prezent                     | toate |
|                      | chitară     | 1976 - prezent                     | toate |
|                      | chitară     | 1980 - 1990, 1999 - 2012 - prezent | - Killers - The Number of the Beast - Piece of Mind - Powerslave - Live After Death - Somewhere in Time - Seventh Son of a Seventh Son - Brave New World - Rock in Rio - Dance of Death - A Matter of Life and Death                                                                                              |
|                      | voce        | 1981 - 1993, 1999 - 2012           | 1981 - 1993, 1999 - 2012 |
|                      | baterie     | 1983 - 2012                        | - Piece of Mind - Powerslave - Live After Death - Somewhere in Time - Seventh Son of a Seventh Son - No Prayer for the Dying - Fear of the Dark - A Real Live One - A Real Dead One - Live at Donington - The X Factor - Virtual XI - Brave New World - Rock in Rio - Dance of Death - A Matter of Life and Death |
|                      | chitară     | 1990 - 2012                        | - No Prayer for the Dying - Fear of the Dark - A Real Live One - A Real Dead One - Live at Donington - The X Factor - Virtual XI - Brave New World - Rock in Rio - Dance of Death - A Matter of Life and Death |
| Clive Burr           | baterie     | 1979 - 1982                        | - Iron Maiden - Killers - The Number of the Beast |
|                      | voce        | 1978 - 1981                        | - Iron Maiden - Killers |
|                      | voce        | 1994 - 1999                        | - The X Factor - Virtual XI |
|                      | chitară     | 1979 - 1980                        | - Iron Maiden |
| Doug Sampson         | baterie     | 1977 - 1979                        | Toate |
| Thunderstick         | baterie     | 1977                               | Toate |
| Ron 'Rebel' Matthews | baterie     | 1975 - 1977                        | Toate |
| Paul Day             | voce        | 1975 - 1976                        | Toate |
| Dennis Wilcock       | voce        | 1976 - 1978                        | Toate |
| Dave Sullivan        | chitară     | 1975                               | Toate |
| Terry Rance          | chitară     | 1975 - 1976                        | Toate |
| Bob Sawyer           | chitară     | 1976                               | Toate |
| Terry Wapram         | chitară     | 1977                               | Toate |
| Paul Todd            | chitară     | 1977                               | Toate |
| Paul Cairns          | chitară     | 1977                               | Toate |
| Tony Parsons         | chitară     | 1979                               | Toate |
| Tony Moore           | clape       | 1977                               | Toate |

## Diverse
- Mascota Iron Maiden este zombie-ul Eddie, prezent pe toate coperțile, posterele, și încarnat pe scenă, la concertele Iron Maiden. Eddie are inclusiv un joc video, "Ed Hunter".
- În 2002 formației i-a fost acordat de către Academia Britanica a Compozitorilor premiul "Ivor Novello" pentru realizări internaționale.